# 60 mét

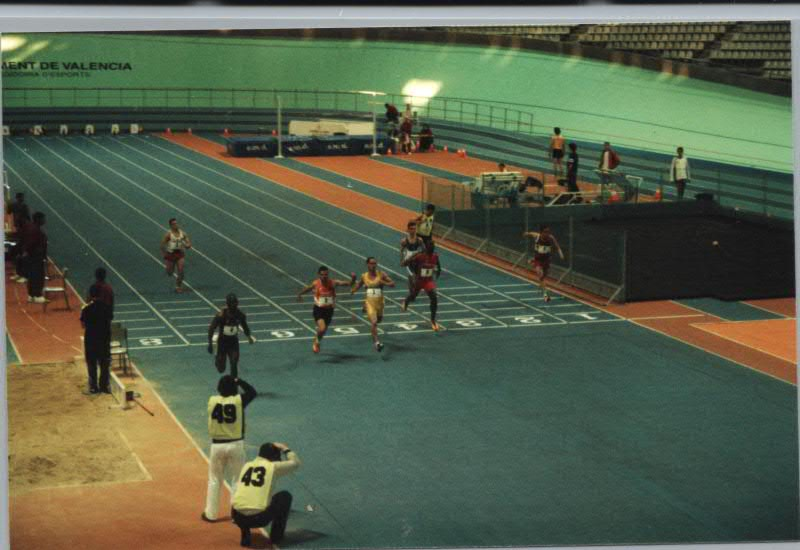
Một cuộc đua 60 mét tại Valencia vào năm 2005

60 mét là một nội dung chạy nước rút trong điền kinh. Đây là một nội dung chính tại các giải điền kinh trong nhà, nơi các vận động viên chạy 100 mét ngoài trời thường chiếm ưu thế. Nội dung này ít khi được tổ chức ngoài trời ở cấp độ chuyên nghiệp. Nội dung 60 mét từng góp mặt tại Thế vận hội Mùa hè các năm 1900 và 1904 nhưng không còn được tổ chức kể từ các kỳ đại hội sau.
Maurice Greene của Mỹ hiện giữ kỷ lục 60 mét với thời gian 6,39 giây, còn Irina Privalova giữ kỷ lục của nữ với thành tích 6 giây 92.

## Top 25 mọi thời đại
Chỉ kết quả trong nhà
- A = ảnh hưởng bởi độ cao

### Nam
- Tính tới tháng 3 năm 2017.[1]

| XH | Thời gian | Vận động viên       | Quốc tịch            | Ngày                            | Địa điểm         | Nguồn |
| -- | --------- | ------------------- | -------------------- | ------------------------------- | ---------------- | ----- |
| 1  | 6,39      | Maurice Greene      | Hoa Kỳ               | 3 tháng 2 năm 1998              | Madrid           |       |
| 2  | 6,41      | Andre Cason         | Hoa Kỳ               | 14 tháng 2 năm 1992             | Madrid           |       |
| 3  | 6,42      | Dwain Chambers      | Anh Quốc             | 7 tháng 3 năm 2009              | Torino           |       |
| 4  | 6,43      | Tim Harden          | Hoa Kỳ               | 7 tháng 3 năm 1999              | Maebashi         |       |
| 5  | 6,44      | Asafa Powell        | Jamaica              | 18 tháng 3 năm 2016 (vòng loại) | Portland         | [ 2 ] |
| 5  | 6,44      | Asafa Powell        | Jamaica              | 18 tháng 3 năm 2016 (bán kết)   | Portland         | [ 3 ] |
| 6  | 6,45 A    | Leonard Myles-Mills | Ghana                | 20 tháng 2 năm 1999             | Colorado Springs |       |
| 6  | 6,45 A    | Terrence Trammell   | Hoa Kỳ               | 17 tháng 2 năm 2001             | Pocatello        |       |
| 6  | 6,45 A    | Trell Kimmons       | Hoa Kỳ               | 26 tháng 2 năm 2012             | Albuquerque      |       |
| 6  | 6,45 A    | Ronnie Baker        | Hoa Kỳ               | 5 tháng 3 năm 2017              | Albuquerque      | [ 4 ] |
| 6  | 6,45      | Bruny Surin         | Canada               | 13 tháng 2 năm 1993             | Liévin           |       |
| 6  | 6,45      | Justin Gatlin       | Hoa Kỳ               | 1 tháng 3 năm 2003              | Boston           |       |
| 6  | 6,45      | Ronald Pognon       | Pháp                 | 13 tháng 2 năm 2005             | Karlsruhe        |       |
| 6  | 6,45      | Christian Coleman   | Hoa Kỳ               | 11 tháng 3 năm 2017             | College Station  | [ 5 ] |
| 14 | 6,46 A    | Marcus Brunson      | Hoa Kỳ               | 30 tháng 1 năm 1999             | Flagstaff        |       |
| 14 | 6,46      | Jon Drummond        | Hoa Kỳ               | 1 tháng 2 năm 1998              | Stuttgart        |       |
| 14 | 6,46      | Jason Gardener      | Anh Quốc             | 7 tháng 3 năm 1999              | Maebashi         |       |
| 14 | 6,46      | Tim Montgomery      | Hoa Kỳ               | 11 tháng 3 năm 2001             | Lisboa           |       |
| 14 | 6,46      | Leonard Scott       | Hoa Kỳ               | 26 tháng 2 năm 2005             | Liévin           |       |
| 19 | 6,47      | Linford Christie    | Anh Quốc             | 19 tháng 2 năm 1995             | Liévin           |       |
| 19 | 6,47      | Shawn Crawford      | Hoa Kỳ               | 28 tháng 2 năm 2004             | Boston           |       |
| 19 | 6,47      | Dwight Phillips     | Hoa Kỳ               | 24 tháng 2 năm 2005             | Madrid           |       |
| 19 | 6,47      | Lerone Clarke       | Jamaica              | 18 tháng 2 năm 2012             | Birmingham       |       |
| 19 | 6,47      | James Dasaolu       | Anh Quốc             | 15 tháng 2 năm 2014             | Birmingham       | [ 6 ] |
| 19 | 6,47      | Kim Collins         | Saint Kitts và Nevis | 17 tháng 2 năm 2015             | Łódź             | [ 7 ] |
| 19 | 6,47      | Trayvon Bromell     | Hoa Kỳ               | 18 tháng 3 năm 2016             | Portland         | [ 8 ] |

Chú ý: Các vận động viên sau bị hủy kết quả vì dùng doping:
| Thời gian | Vận động viên | Quốc tịch | Ngày               | Địa điểm     | Nguồn |
| --------- | ------------- | --------- | ------------------ | ------------ | ----- |
| 6,41      | Ben Johnson   | Canada    | 7 tháng 3 năm 1987 | Indianapolis |       |

#### Thành tích ngoài trời xuất sắc
+ = thuộc nội dung 100m
| Thời gian        | Gió (m/s) | Tên        | Quốc tịch | Ngày                | Địa điểm | Nguồn |
| ---------------- | --------- | ---------- | --------- | ------------------- | -------- | ----- |
| 6,31+ (ước tính) | +0,9      | Usain Bolt | Jamaica   | 16 tháng 8 năm 2009 | Berlin   | [ 9 ] |

### Nữ
- Tính đến tháng 2 năm 2017.[10]

| XH | Thời gian | Vận động viên           | Quốc tịch            | Ngày                | Địa điểm     | Nguồn  |
| -- | --------- | ----------------------- | -------------------- | ------------------- | ------------ | ------ |
| 1  | 6,92      | Irina Privalova         | Nga                  | 11 tháng 2 năm 1993 | Madrid       |        |
| 2  | 6,95      | Gail Devers             | Hoa Kỳ               | 12 tháng 3 năm 1993 | Toronto      |        |
| 2  | 6,95      | Marion Jones            | Hoa Kỳ               | 7 tháng 3 năm 1998  | Maebashi     |        |
| 4  | 6,96      | Merlene Ottey           | Jamaica              | 14 tháng 2 năm 1992 | Madrid       |        |
| 4  | 6,96      | Ekaterini Thanou        | Hy Lạp               | 7 tháng 3 năm 1999  | Maebashi     |        |
| 6  | 6,97      | Laverne Jones-Ferrette  | Quần đảo Virgin (Mỹ) | 6 tháng 2 năm 2010  | Stuttgart    |        |
| 7  | 6,98      | Shelly-Ann Fraser-Pryce | Jamaica              | 9 tháng 3 năm 2014  | Sopot        | [ 11 ] |
| 7  | 6,98      | Elaine Thompson         | Jamaica              | 18 tháng 2 năm 2017 | Birmingham   | [ 12 ] |
| 9  | 6,99      | Murielle Ahoure         | Bờ Biển Ngà          | 16 tháng 2 năm 2013 | Birmingham   | [ 13 ] |
| 10 | 7,00      | Nelli Cooman            | Hà Lan               | 23 tháng 2 năm 1986 | Madrid       |        |
| 10 | 7,00      | Veronica Campbell-Brown | Jamaica              | 14 tháng 3 năm 2010 | Doha         |        |
| 10 | 7,00      | Dafne Schippers         | Hà Lan               | 13 tháng 2 năm 2016 | Berlin       | [ 14 ] |
| 10 | 7,00      | Barbara Pierre          | Hoa Kỳ               | 12 tháng 3 năm 2016 | Portland     | [ 15 ] |
| 14 | 7,01      | Savatheda Fynes         | Bahamas              | 7 tháng 3 năm 1999  | Maebashi     |        |
| 14 | 7,01      | Me'Lisa Barber          | Hoa Kỳ               | 10 tháng 3 năm 2006 | Moskva       |        |
| 14 | 7,01      | Lauryn Williams         | Hoa Kỳ               | 10 tháng 3 năm 2006 | Moskva       |        |
| 17 | 7,02      | Gwen Torrence           | Hoa Kỳ               | 2 tháng 2 năm 1996  | New York     |        |
| 17 | 7,02      | Christy Opara-Thompson  | Nigeria              | 12 tháng 2 năm 1997 | Ghent        |        |
| 17 | 7,02      | Chioma Ajunwa           | Nigeria              | 22 tháng 2 năm 1998 | Liévin       |        |
| 17 | 7,02      | Philomena Mensah        | Canada               | 7 tháng 3 năm 1999  | Maebashi     |        |
| 17 | 7,02 A    | Carmelita Jeter         | Hoa Kỳ               | 28 tháng 2 năm 2010 | Albuquerque  |        |
| 17 | 7,02      | Tianna Madison          | Hoa Kỳ               | 11 tháng 2 năm 2012 | Fayetteville |        |
| 23 | 7,03      | Anelia Nuneva           | Bulgaria             | 22 tháng 2 năm 1987 | Liévin       |        |
| 24 | 7,04      | Marita Koch             | Đông Đức             | 16 tháng 2 năm 1987 | Senftenberg  |        |
| 24 | 7,04      | Silke Gladisch          | Đông Đức             | 6 tháng 3 năm 1988  | Budapest     |        |
| 24 | 7,04      | Carlette Guidry         | Hoa Kỳ               | 4 tháng 3 năm 1995  | Atlanta      |        |
| 24 | 7,04      | Natallia Safronnikava   | Belarus              | 21 tháng 2 năm 2001 | Minsk        |        |
| 24 | 7,04      | Petya Pendareva         | Bulgaria             | 11 tháng 3 năm 2001 | Lisboa       |        |
| 24 | 7,04      | Mariya Bolikova         | Nga                  | 4 tháng 2 năm 2006  | Samara       |        |

Chú ý: Các vận động viên sau bị hủy kết quả vì dùng doping:
| Thời gian | Vận động viên | Quốc tịch | Ngày                | Địa điểm   | Nguồn |
| --------- | ------------- | --------- | ------------------- | ---------- | ----- |
| 7,03      | Inger Miller  | Hoa Kỳ    | 7 tháng 3 năm 1999  | Maebashi   |       |
| 7,04      | Zhanna Block  | Ukraina   | 14 tháng 3 năm 2003 | Birmingham |       |

#### Thành tích ngoài trời tốt nhất
+ = thuộc nội dung 100m
| Thời gian | Gió (m/s) | Tên             | Quốc tịch | Ngày                | Địa điểm | Nguồn  |
| --------- | --------- | --------------- | --------- | ------------------- | -------- | ------ |
| 6,85+     | −0,1      | Marion Jones    | Hoa Kỳ    | 22 tháng 8 năm 1999 | Sevilla  |        |
| 7,02      | +1,7      | Elaine Thompson | Jamaica   | 28 tháng 1 năm 2017 | Kingston | [ 16 ] |

## Huy chương Thế vận hội
| Đại hội        | Vàng                   | Bạc                    | Đồng              |
| -------------- | ---------------------- | ---------------------- | ----------------- |
| Paris 1900     | Alvin Kraenzlein (USA) | Walter Tewksbury (USA) | Stan Rowley (AUS) |
| St. Louis 1904 | Archie Hahn (USA)      | William Hogenson (USA) | Fay Moulton (USA) |